# یانگاتائو
یانگاتائو (انگلیسی: Yangatau) یک شهرک در شهرستان سالاواتسکی استان باشقیرستان کشور روسیه است.